# Lokomotivfeldbahn Ozydow–Monasztyrek
| Lokomotivfeldbahn Ozydow–Monasztyrek                                                                        |            |                                |                                |
| Streckenlänge:                                                                                              | ca. 125 km |                                |                                |
| Spurweite:                                                                                                  | 700 mm     |                                |                                |
| |            |                                |                                |
| \| \| \| Lemberg–Brody (Lwiw–Sdolbuniw) \| \| \| \| Oschydiw (Ożydów)[Anm. 1][1] \| \| \| \| Monasztyrek \| |            |                                |                                |
| Bahnhof quer                                                                                                |            | Lemberg–Brody (Lwiw–Sdolbuniw) | Lemberg–Brody (Lwiw–Sdolbuniw) |
| Kopfbahnhof Streckenanfang (Strecke außer Betrieb)                                                          |            | Oschydiw (Ożydów)              | Oschydiw (Ożydów)              |
| Kopfbahnhof Streckenende (Strecke außer Betrieb)                                                            |            | Monasztyrek                    | Monasztyrek                    |

Die Lokomotivfeldbahn Ozydow–Monasztyrek war eine während des Ersten Weltkriegs von den österreichisch-ungarischen Landstreitkräften verlegte und betriebene militärische Feldbahn mit 700 mm Spurweite in der heutigen ukrainischen Oblast Lwiw.

## Geschichte
Die Feldbahn diente dem österreichisch-ungarischen Heer vor allem für den Transport von Geschützen, Nachschub, Munition und Soldaten zur Front sowie in der Gegenrichtung zum Abtransport von Verwundeten und Kranken.
Als Truppen von Eduard von Böhm-Ermolli die russischen Einheiten auf ihrem Rückzug aus Galizien verfolgten, hielten diese ab dem 29. August 1915 auf den Höhen östlich von Ożydów und Złoczów eine durchlaufende Stellung besetzt. Daraufhin verlegten die österreichisch-ungarischen Streitkräfte parallel zu der sich daraus entwickelnden Frontlinie die Feldbahn, um ihre Stellungen an der Ostfront mit Nachschub und Munition zu versorgen. Sie wurde bis zur Kerenski-Offensive und der Schlacht bei Zborów am 1. und 2. Juli 1917 betrieben.
Am 21. Juli 1917 schritt unter dem Befehl des Generalfeldmarschalls Prinz Leopold von Bayern der deutsch-österreichische Gegenangriff auf einer Breite von 40 km beiderseits der Bahn Lemberg-Tarnopol erfolgreich vorwärts. Am Abend des 21. Juli 1917 standen die deutsch-österreichischen Truppen vor Tarnopol.

## Streckenverlauf
Die Strecke führte von Oschydiw zur Ostfront nach Monasztyrek.